# Battaglia di Pavia (352)
La battaglia di Pavia fu combattuta nel 352 tra l'esercito dell'imperatore romano Costanzo II e le forze dell'usurpatore Magnenzio.

## Antefatti
Nel 350 l’usurpatore Magnenzio capeggiò una rivolta che depose l’imperatore Costante I (che venne ucciso) e ottenne così il controllo la parte Occidentale dell’impero. L’Augustus d’Oriente, Costanzo II, fratello minore dell’imperatore ucciso, allora impegnato lungo la frontiera persiana contro i Sasanidi, non poté muovere contro Magnenzio. Nel frattempo il magister militum fu acclamato imperatore dalle legioni della Pannonia, mentre Nepoziano, discendente per via materna da Costantino, assunse a Roma il titolo d’imperatore, ma fu sconfitto e ucciso da Marcellino, magister officiorum di Magnenzio. Tuttavia, appena la situazione lungo la frontiera orientale divenne più tranquilla, Costanzo II si diresse con il proprio esercito verso l’Occidente, giungendo (tra il dicembre del 350 e il gennaio dell’anno successivo) al confine pannonico. Con la discesa in campo di Costanzo, Vetranione si ritirò dal potere, mentre Magnenzio si spinse in Pannonia per fermare Costanzo. Qui, dopo alcune infruttuose trattative, nel settembre del 351 i due eserciti si scontrarono nella battaglia di Mursa Maggiore, in cui Costanzo inflisse una pesante sconfitta a Magnenzio, che si ritirò in Italia, dove, nell’inverno tra il 351 e il 352 riorganizzò ad Aquileia le proprie forze.
Nell’estate dello stesso anno, Costanzo II entrò in Italia e, aggirando le fortificazioni fatte allestire dall’avversario lungo le Alpi Giulie, raggiunse Aquileia, costringendo Magnenzio a ritirarsi verso la parte occidentale della pianura padana.

## Battaglia
Lo scontro tra le truppe di Costanzo e l'esercito di Magnenzio avvenne nei pressi di Ticinum (l'odierna Pavia) mentre l'usurpatore stava cercando di tornare in Gallia. Secondo l'Epitome de Caesaribus (xlii.5), le truppe di Costanzo sconfissero quelle di Magnenzio, ma una loro avanguardia, allontanatasi troppo all'inseguimento dello sconfitto, fu dispersa.
Magnenzio fu definitivamente sconfitto da Costanzo II nella battaglia di Mons Seleucus.